# Balak
Balak es una localidad del raión de Sisian, en la provincia de Syunik, Armenia, con una población censada en octubre de 2011 de 174 habitantes. 
Se encuentra ubicada al norte de la provincia, a poca distancia del río Vorotán — afluente del río Aras, el cual, a su vez, lo es del Kurá— y de la frontera con la República autónoma de Najichevan (Azerbaiyán).